# 六嗪
六嗪也称作“六氮苯”，是氮元素的一种单质，分子式为N6。六嗪与N2、N4等互为同素异形体。六嗪是氮苯（吖嗪）类物质的最后一个成员，其分子是由六个氮原子围成的六元环，相当于六个次甲基都被氮原子代替了的苯分子。虽然吡啶（一氮杂苯）、哒嗪（邻二氮杂苯）、嘧啶（间二氮杂苯）、吡嗪（对二氮杂苯）、1,3,5-三嗪（均三氮杂苯）和四嗪（四氮杂苯）等氮苯都已被发现，但六嗪与五嗪实际上仍未被观察到。

## 稳定性
六嗪分子的结构与化学性质十分稳定的苯分子的结构相似，可能也具有芳香性。而实际上，六嗪仍未被合成。计算机的预测也表明，六嗪分子应该是高度不稳定的，而不稳定性则可能源自氮原子上相互排斥或能供电子给σ反键轨道的孤电子对。